# マラウイの国旗
マラウイの国旗（マラウイのこっき）は、1964年7月6日に制定された、黒・赤・緑の三色旗に赤い半円の太陽を置いたもの。2010年から2012年の間は赤・黒・緑の中に白い円の太陽というものであったが、2012年5月28日に差し戻された。
マラウイ独立時はアフリカ諸国が独立を開始していた時期で、太陽は日の出を、アフリカ大陸の希望と自由の夜明けを表し、また黒はアフリカの国民を、赤は自由のための殉教者を、緑はマラウイの自然を表す。

## 国旗変更の経緯
2009年5月19日に行われた国民議会選挙で勝利した民主進歩党は、新たな国旗案を提出した。新国旗案は、黒・赤・緑の順番であった三色の配置を変更し、汎アフリカ旗 (世界黒人開発協会アフリカ社会連合の旗) と同じ赤・黒・緑の順番に、昇る半円の赤い太陽に代わり、独立以来の経済発展を表す白い円の太陽が中央に配置された。
これに対し、統一民主戦線は国旗変更に反対したが、2010年7月29日、当時の大統領ビング・ワ・ムタリカが国旗の変更を支持し、承認された。
しかし、2012年4月5日にムタリカが心臓発作により死去すると、大統領に昇格したジョイス・バンダの下、議会での投票により、独立当初の旗が再度採用されることになった。

## 歴史的な旗

?イギリス中央アフリカ保護領の旗
?イギリス領ニヤサランドの旗（1914年から1919年まで）
?イギリス領ニヤサランドの旗（1919年から1964年まで）
?ローデシア・ニヤサランド連邦の旗（1953年から1963年まで）
?2010年から2012年までの旗